# Podalonia affinis
Podalonia affinis là một loài côn trùng cánh màng trong họ Sphecidae, thuộc chi Podalonia. Loài này được W. Kirby miêu tả khoa học đầu tiên năm 1798.